# Sette tribù slave

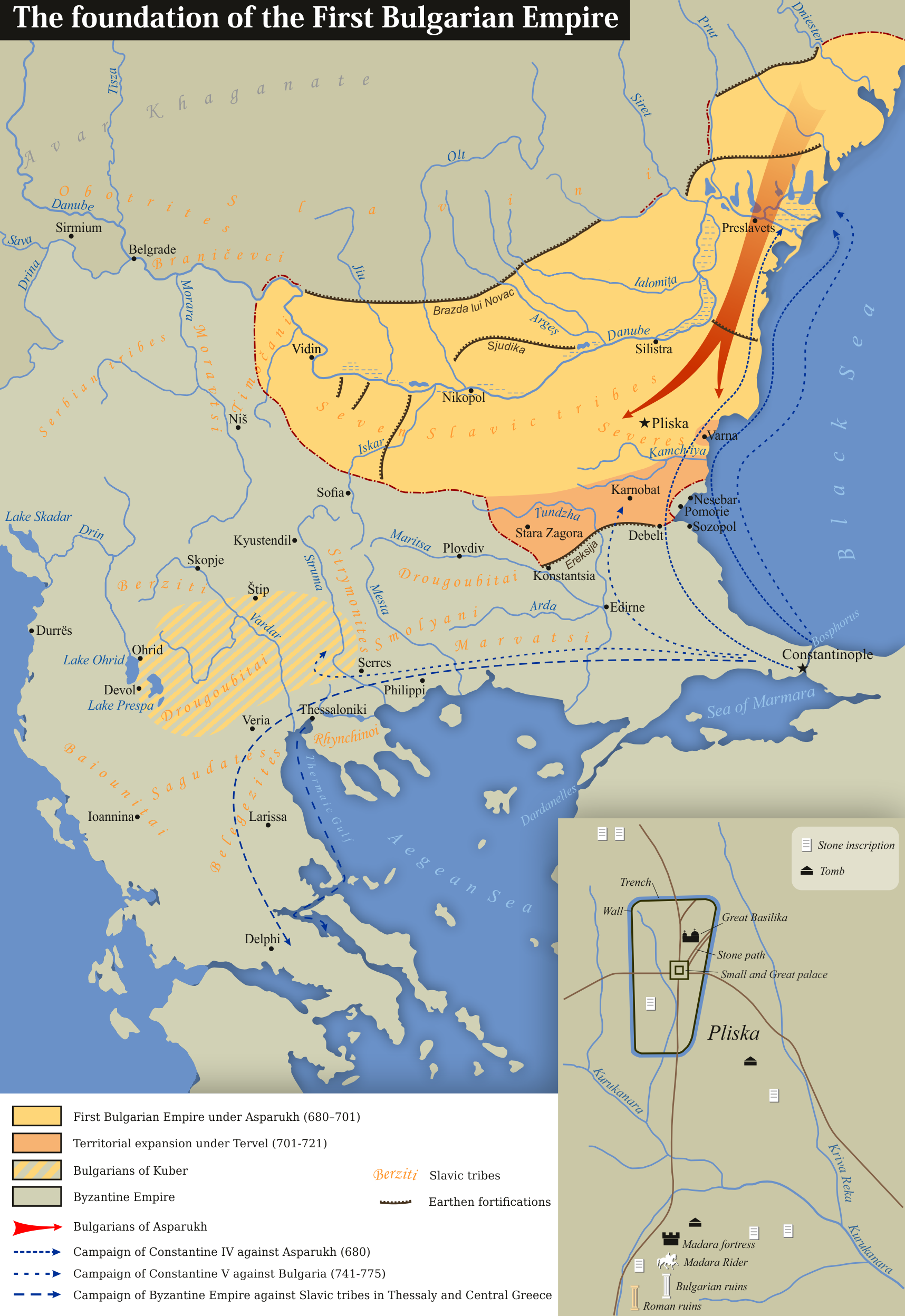
L'Impero bulgaro nel 680 ca.

Le sette tribù slave sono un'unione tribale degli slavi meridionali in Mesia, che entrò in rapporti confederati con i proto-bulgari di Asparuch dopo la battaglia di Ongal.
Questi slavi sono un popolo bulgaro che costruisce lo stato e sono menzionati da Teofane Confessore insieme ai Severiani come alleati dei proto-bulgari contro i bizantini.
Fin dalla sua fondazione ha dovuto affrontare gli attacchi dell'Impero Bizantino. I Bulgari attraversarono il Danubio e conclusero un'alleanza con l'Unione slava. Teofane scrive che i bulgari divennero padroni degli slavi. L'Unione slava riconobbe la sovranità di Khan Asparuch e insieme, nella primavera del 681, ottennero una grande vittoria sui bizantini.
Alla fine del VII secolo alle Sette tribù fu assegnata la difesa del confine occidentale e nord-occidentale del Khanato bulgaro di recente costituzione (il fiume Iskar fino alla sua foce nel Danubio) contro le incursioni degli Avari, così come alcuni dei passi dei monti Balcani, mentre i Severi, la cui possibile partecipazione all'unione non è chiara, custodirebbero la parte orientale delle montagne. 
Le sette tribù slave, insieme ad altre tribù slave dell'impero bulgaro, formarono gradualmente l'etnia bulgara nel IX secolo a causa della cristianizzazione della Bulgaria sotto Boris I e delle precedenti riforme amministrative che le privarono della loro autonomia e autogoverno attraverso il Comitatus (primo stato bulgaro).
I Bulgari Asparuh non erano numerosi e si stabilirono nei Balcani con un'unica ondata migratoria, che Michele il Siro riporta essere composta da 10.000 uomini. Pertanto, furono gradualmente assimilati alla cultura slava, fino a quando nel X secolo avevano adottato la lingua slava, mentre la lingua proto-bulgara si estingueva nel regno.